# Diphysa macrocarpa
Diphysa macrocarpa är en ärtväxtart som beskrevs av Paul Carpenter Standley. Diphysa macrocarpa ingår i släktet Diphysa och familjen ärtväxter. Inga underarter finns listade i Catalogue of Life.